# Torre-Cardela
Torre-Cardela – gmina w Hiszpanii, w prowincji Grenada, w Andaluzji, o powierzchni 15,19 km². W 2011 roku gmina liczyła 920 mieszkańców.
Torre-Cardela została założona jako dom wiejski w XIV wieku podczas rządów muzułmańskich, choć na terenie znajdują się pozostałości archeologiczne, które znacznie wcześniej pokazują istnienie ludzkich osad.